# Левенталь, Александр Соломонович
Александр Соломонович Левенталь (род. 1959, Ленинград, СССР) — художник, резчик по камню, ювелир, реставратор.

## Биография
В 1977 году окончил Ленинградское реставрационно-строительное училище по специальности резчик по камню. Начинал работу по твердому камню, специализируясь на глиптике. Участник и дипломант российских и международных выставок, обладатель Гран-при на Международной ювелирной выставке «Петербургский ювелир». Работает в творческой мастерской, занимаясь камнерезной пластикой в малых формах с полудрагоценными камнями.
В августе 1989 года усилиями Александра Левенталя, Сергея Станкевича и Александра Лукьянова была создана первая в России независимая творческая группа, получившая красноречивое название «Пластика в камне». Это объединение сыграло огромную роль в формировании камнерезной школы Петербурга и стала своеобразной кузницей кадров для целого поколения мастеров.
Обучил более 15 человек, в том числе трёх серьёзных мастеров. Несколько работ находятся в Государственном Эрмитаже.

## Награды и звания
- Конкурс к 150 летию Карла Фаберже 1996 год. Миниатюра "Боксер" вторая премия, в номинации камнерезные изделия.
- "Мир камня" 1998 год. Конкурс "Камень и ювелирное искусство" .Миниатюра :  " Римлянка " и "Гречанка" совместно с Попцовой О.Н. Диплом 2 степени.
- "Мир камня" 1999 год. Конкурс "На рубеже веков". Миниатюра "Бульдог", совместно с Попцовым С.Н. Диплом 3 степени.
- "Ювелирный Олимп" 2005 год. Камнерезная скульптура "Мастиф". Гран-При конкурса, совместно с Попцовой О.Н.
- "Ювелирный Олимп" 2006 год. Камнерезная миниатюра "Боксер" вторая премия, совместно с Попцовой О.Н.
- "Ювелирный Олимп" 2007 год. Камнерезная скульптура "Ворона на ветру" номинация "Новое направление" 1 степень.
- "Ювелирный Олимп" 2008 год. Камнерезная скульптура "Кот" первая степень, совместно с Попцовой О.Н.
- "Ювелирный Олимп" 2009 год. Миниатюра " Лошадь", первая степень.
- "Ювелирный Олимп" 2010 год. Скульптурная композиция " Галактика" вторая степень.
- "Ювелирный Олимп" 2012 год. Камнерезная скульптура "Иешуа" первая степень в номинации "Новое направление".
- Участие в конкурсах " Ювелиры 21 века " на приз Гохрана России.  Выставки В Русском музее и Эрмитаже.
- Вместе с художником камнерезом Шиманским С.П. является создателем " Светопластики", нового направления в жанре камнерезного искусства.